# 北條文緒
北條 文緒（ほうじょう ふみお、1935年10月25日 - 2023年7月23日）は、日本の英文学者、作家、翻訳家。東京女子大学名誉教授。
20世紀始めの英国小説が専門。

## 略歴
東京で鬼頭仁三郎（東京商科大学（現一橋大学）教授）の娘として生まれる。
1958年東京女子大学文学部英米文学科卒、1961年一橋大学大学院社会学研究科修士課程修了。
1967年東京女子大学講師、助教授、教授、2004年定年退任、名誉教授。
1967年、同人誌『炎』に発表した「魚」で芥川賞候補。
2002年、短篇小説集『嘘』を上梓。
2023年、死去。聖イグナチオ教会で葬儀・告別式が行われた。同年日本翻訳文化賞受賞。

## 著書
- 『ニューゲイト・ノヴェル ある犯罪小説群』（研究社出版） 1981
- 『ブルームズベリーふたたび』（みすず書房） 1998
- 『嘘』（三陸書房） 2002
- 『翻訳と異文化 原作との〈ずれ〉が語るもの』（みすず書房） 2004
- 『猫の王国』（みすず書房、大人の本棚） 2011
- 『編む　旅のおわりに』（みすず書房） 2024

### 共編
- 『ヒロインの時代』（川本静子、国書刊行会） 1989
- 『遥かなる道のり イギリスの女たち 1830 - 1910』（国書刊行会、ヒロインの時代 別巻） 1989
- 『結婚の比較文化』（小檜山ルイ、勁草書房） 2001

## 翻訳
- 『ハーバート・リード自伝 - 対蹠的な経験』（ハーバート・リード、法政大学出版局） 1970
- 『母親たちとの対話 子どもをどう理解するか』（ブルーノー・ベテルハイム、古崎愛子共訳、法政大学出版局） 1980
- 『子どもの読みの学習 よりよい国語教育をめざして』（ブルーノー・ベテルハイム, カレン・ゼラン、法政大学出版局） 1983
- 『視覚の瞬間』（ケネス・クラーク、法政大学出版局） 1984
- 『フランス人とイギリス人 人と文化の交流』（リチャード・フェイバー、大島眞木共訳、法政大学出版局） 1987
- 『エスター・ウォーターズ』（ジョージ・ムア、国書刊行会、ヒロインの時代） 1988
- 『幸福の約束 イギリス児童文学の伝統』（フレッド・イングリス、中村ちよ共訳、紀伊国屋書店） 1990
- 『眺めのいい部屋』（E・M・フォースター、みすず書房、フォースター著作集2） 1993
- 『永遠の命 短篇2』（E・M・フォースター、みすず書房、フォースター著作集6） 1995
- 『回想のブルームズベリー すぐれた先輩たちの肖像』（クウェンティン・ベル(※)、みすず書房） 1997　- ※ヴァネッサ・ベルの次男
- 『毒婦の娘』（ウィルキー・コリンズ、臨川書店、ウィルキー・コリンズ傑作選12） 1999
- 『他者の苦痛へのまなざし』（スーザン・ソンタグ、みすず書房） 2003
- 『サリーおばさんとの一週間』（ポリー・ホーヴァス、偕成社） 2007 - 児童書
- 『五月の霜』（アントニア・ホワイト、みすず書房） 2007
- 『ローカル・ガールズ』（アリス・ホフマン、みすず書房） 2010
- 『イングリッシュネス 英国人のふるまいのルール』（ケイト・フォックス、香川由紀子共訳、みすず書房） 2017
- 『ナチ 本の略奪』（アンデシュ・リデル、小林祐子共訳、国書刊行会） 2019
- 『さらに不思議なイングリッシュネス 英国人のふるまいのルール2』（ケイト・フォックス、香川由紀子共訳、みすず書房） 2020
- 『血の畑 宗教と暴力』（カレン・アームストロング、岩崎たまゑ共訳、国書刊行会） 2022

## 参考
- 『文藝年鑑2010』
- 眞田雅子, 「限りない感謝を込めて 北條文緒先生を送る」『東京女子大学紀要論集』 55巻 1号 p.105-106, 2004-09-17, NAID 110004631291